# Association soutien à l'armée française
L'Association soutien à l'armée française (ASAF) est une association française créée en 1983. Son but est « de contribuer à ce que la Défense soit toujours une priorité pour l’État et que l’armée demeure au cœur de la Nation ».

## Origines et histoire
L’ASAF est fondée le 27 mai 1983 (Journal Officiel du 22 juin 1983) par le colonel Louis de Saint-Simon et compte, à l’origine, 14 membres.
En 2003, l’ASAF fait partie de la commission Favier chargée de réfléchir sur la commémoration de la guerre d’Algérie.
En 2020, l'ASAF est présente dans les instances officielles du Groupe des Douze.

## Organisation
Cette section ne s'appuie pas, ou pas assez, sur des sources secondaires ou tertiaires indépendantes du sujet.

Pour l'améliorer, ajoutez-en, ou placez des modèles {{Source secondaire souhaitée}} ou {{Source secondaire nécessaire}} sur les passages mal sourcés. (novembre 2024)

### Objet
Le nom officiel de l'association est « Association soutien à l'armée française (A. S. A. F.) »,. Les médias utilisent souvent le nom de « Association de soutien à l'armée française », voire « Association de soutien aux armées françaises » ou encore le simple sigle « ASAF ».
Créée le 27 mai 1983,, elle a officiellement pour objet « de promouvoir l’esprit de défense chez tous les Français et, en particulier, chez les jeunes et de les sensibiliser aux questions de défense et de sécurité ; de rappeler aux autorités politiques leurs responsabilités en matière de défense et de les inciter à doter nos armées des moyens nécessaires à l’accomplissement de leurs missions ; d’agir en faveur des intérêts moraux, matériels et sociaux de ceux qui servent ou ont servi dans l’armée française y compris en exerçant devant la justice les droits reconnus à la partie civile ; de transmettre aux générations suivantes la mémoire de notre histoire militaire comme faisant partie de notre patrimoine culturel et  les leçons à en tirer pour l’avenir, ainsi que de faciliter leur accès au patrimoine militaire ».
L'association décrit son identité comme le fait « de contribuer à ce que la Défense soit toujours une priorité pour l’État et que l’armée demeure au cœur de la Nation ».

### Siège social et présidence
À la création de l'association en 1983, son siège social est situé 138, boulevard Haussmann dans le 8e arrondissement de Paris. Le 8 juillet 2002, il est transféré au 18, rue de Vézelay dans le même arrondissement,.
De 2000 jusqu'en juin 2009, son président est le général de corps d'armée (en retraite) Bernard Gillis. Il est alors le 3e président de l'ASAF depuis sa création en 1983.
En juin 2009, le général de brigade (en retraite) Henri Pinard Legry prend la présidence de l'ASAF jusqu'en 2020. Il est depuis juin 2022 président d'honneur de l'ASAF.
En janvier 2021, le contrôleur général des armées (en retraite) Philippe Nicolardot est élu président par intérim de l'ASAF. Il occupe la fonction jusqu'en novembre 2021. Depuis 2017, il est par ailleurs animateur de l'émission Libre journal de l'armée française, sur la station de radio Radio Courtoisie.
En novembre 2021 est élu comme président de l'ASAF Serge de Klebnikoff, lieutenant-colonel en retraite.
En novembre 2024 est élu comme président de l'ASAF Marc-David Seligman, haut fonctionnaire, normalien, agrégé d'économie et de gestion, ancien élève de l’ENA. Il est le premier civil à la tête de l'ASAF.

### Membres
Au 31 décembre 2021, l'ASAF comptait 3 377 adhérents à jour de cotisation. Ces effectifs sont très peu différents de ceux réalisés au 31 décembre 2020 qui étaient de 3 349.

## Prises de position
L'association s'exprime sur tous les sujets de défense et la place de la France dans le monde, notamment devant la Commission de la Défense nationale et des Forces armées et coopère avec le ministère des Armées.
En 1996, à la suite de la diffusion sur France Inter de la chanson antimilitariste La Médaille de Renaud, l'association poursuit Radio France et son président Michel Boyon, jugeant les paroles offensantes pour l'armée française et les anciens combattants. En septembre 1997, le tribunal correctionnel de Paris relaxe le prévenu, considérant que la chanson contenait effectivement des offenses envers l’armée mais que seul le ministre de la Défense pouvait intenter des poursuites,,.
En 2001, l'ASAF porte plainte contre Béchir Ben Yahmed, directeur de Jeune Afrique-L'intelligent, et le journaliste Marcel Peju, à cause d'un article intitulé « Hommage aux Collabos ? » publié dans le numéro du 27 février 2001, article critiquant la décision du président Chirac de créer une journée d'hommage aux harkis. Les deux journalistes sont condamnés le 12 décembre 2001 par le Tribunal correctionnel de Paris pour diffamation envers l'armée française. MM. Ben Yahmed et Peju devront payer 2,286 euros (15.000 F) d'amende chacun et payer solidairement un franc symbolique de dommages-intérêts à l'ASAF, partie civile. Le Tribunal a reproché à l'article d'avoir été peu documenté et de ne pas être le résultat d'une enquête sérieuse et le qualifie de « caricature outrageante ». Il a ajouté que M. Peju imputait des crimes de guerre à tous les harkis en témoignant d'une animosité à leur égard, en exprimant « un mépris profond et sans réserve pour la communauté toute entière des harkis qu'il qualifie péjorativement de ″mercenaires″ et dont il ramène l'engagement à la réalisation de quelques saccages de cafés algériens en 1961 à Paris ».
En 2002, lors des débats relatifs à la proposition de loi visant à reconnaître le 19 mars comme « journée nationale du souvenir » pour les morts de la guerre d’Algérie, 490 officiers généraux souscrivent au « Manifeste » lancé par l’association. Dans le dossier du rôle de la France en Algérie, et en particulier sur la question de la torture, l'association par la voix de son président Bernard Gillis s'en prend aux déclarations du général Paul Aussaresses en considérant qu'« Il nous tire une balle dans le pied », comme aux douze personnalités signataires d'un appel à la repentance : « Leur patriotisme me semble suspect, à l'exception de Mme Germaine Tillon [sic], qui, elle, a déjà vu des Arabes dans sa vie »,.
Fin 2018, lors du mouvement des Gilets jaunes, l'association « suggère que si les forces de sécurité ne sont pas en mesure de protéger l'Arc de Triomphe, le détachement Sentinelle se voit confier la mission d'en assurer la protection au sens militaire du terme ».
En novembre 2020, considérant que « la plupart des mass media répandent l'idéologie de la déconstruction et de la repentance, renforçant l'action de nos ennemis et agissant ainsi comme de véritables collaborateurs de ce nouveau totalitarisme », elle appelle à signaler les comportements suspects à la Direction générale de la sécurité intérieure.

## Positionnement politique
Peu avant les élections présidentielles de 2002, le président de l'association n'hésite pas à sortir de la neutralité affichée ; il appelle explicitement à voter contre Lionel Jospin à qui il reproche son manque de considération pour l'armée. Furieux selon l'historienne Raphaëlle Branche, de la dénonciation de la torture en Algérie, il dénonce : « Alors que nous vivons dans une démocratie avancée, tolérante, une République un peu molle il est vrai, mais où nos libertés sont assurées, ces « fous d’idéologie » ont des réseaux clandestins, cloisonnés, et ils ne sortent de l’ombre que lorsqu’ils ont réussi à obtenir des postes d’influence dans les médias ainsi que dans les rouages de l’État. Ils peuvent ainsi piétiner impunément les valeurs traditionnelles de l’armée au travers de celles de l'Armée d’Algérie en 1954-1962 ».
En 2013, le quotidien Le Figaro évoque les liens entre l'association, la station de radio Radio Courtoisie et l'extrême-droite, en réponse, l'ASAF « se défend d'être liée à un parti politique ».
En 2015, le président de l'association Henri Pinard-Legry déclare « s'opposer aux mesures annoncées par le gouvernement socialiste ».

## Pour approfondir